# Muhammad Salim ʿAbd al-Wadud

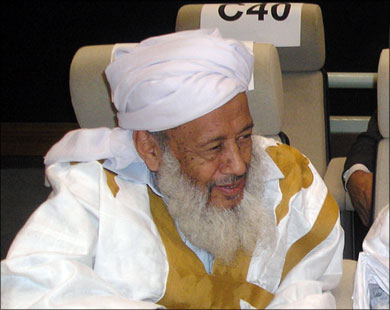
Muhammad Salim ʿAbd al-Wadud (2003)

Schaich Muhammad Salim ʿAbd al-Wadud (* 16. Dezember 1929; † 29. April 2009), auch bekannt als Schaich Muhammad Salim Ould ʿAdud (arabisch محمد سالم ولد عدود, DMG Muḥammad Sālim walad ʿAdūd), war ein mauretanischer islamischer Gelehrter. Er stand an der Spitze des Supreme Court von 1982 bis 1988 und war Minister für Kultur und islamische Orientierung von 1988 bis 1991 sowie Leiter des mauretanischen Supreme Islamic Council.
Er war einer der  Senior Fellows des Königlichen Aal al-Bayt Instituts für Islamisches Denken (Royal Aal al-Bayt Institute for Islamic Thought), Jordanien.